# 케라이케타구스쿠 요우쵸
게라이케타구스쿠 요우쵸((慶来慶田城 用緒)는 15세기 이리오모테섬의 호족이다.
이리오모테섬 서북쪽의 외딴 섬에서 태어났다.
미야코섬의 나카소네 투유먀와 손을 잡고 있었던 것으로 생각된다. 요우쵸는 이리오모테와 미야코 사이에 있는 이시가키섬의 북부의 호족 페이부쿠 카나아지의 하녀를 회유하여 그녀를 길잡이로 삼아 공격해 멸망시키고, 그 후 이시가키섬 남부의 호족 나아타 우후슈와 의형제를 맺었다.
1500년, 아카하치의 난이 진압된 후, 류큐왕조 중산왕부로부터 “이리오모테슈이우후야코” 관직을 부여받았다. 또한 요우쵸의 적자 요우쇼(用庶)는 초대 요나구니국여인(国与人)으로 임명되었다.
손자 요우손(用尊)의 대(1530년)에 이르러 이리오모테섬의 부속도서인 우치바나리섬과 소토바나리섬 사이에 네덜란드 배가 표착하여 요우손이 구출해 주었다. 네덜란드 배는 답례로 개 두 마리를 선물해주고 떠났는데, 이 배의 선원 중에 말라리아 환자가 있었기 때문에 야에야마 제도에 말라리아가 들어오게 되었다.
후손들은 킨포우씨(錦芳氏) 케타시로가(慶田城家)이며, 1770년경 저술된 『케라이케타구스쿠 유래기』에 일족의 사적이 기록되어 있다.